# حارة وديع حداد (المنصورة)

تعديل مصدري - تعديل

حارة وديع حداد هي إحدى حارات حي الثورة الواقع بمديرية المنصورة التابعة لمحافظة عدن، بلغ تعداد سكانها 5502 نسمة حسب تعداد اليمن لعام 2004.